# オクラホマミキサー
オクラホマミクサー (Oklahoma Mixer) とは、日本で広く知られているフォークダンスである。曲のタイトルではなくダンスの名前であるが、このダンスで使われる楽曲「藁の中の七面鳥」"Turkey in the Straw"と同一視されていることが多い。

## 解説
オクラホマミクサー（Oklahoma Mixer）は日本の小学校や中学校の運動会（体育祭）や林間学校、また多くの子供会、レクリエーション団体などでよく踊られている、日本で一番普及しているフォークダンスの一つである。
この「ミクサー」とは欧米の社交ダンスやフォークダンスにおいて複数の男女ペアがパートナーを順に換えながら踊るダンスのジャンルである。
日本に伝えられた経緯は、長崎軍政府教育官であったウィンフィールド・ニブロが1946年秋に長崎の県幹部との会食中に、日本側が披露した踊りの返礼としてアメリカのフォークダンスである"Virginia Reel"を自ら踊ってみせ、これに興味を示した出席者たちに手ほどきをしたのが始まりと言われている。
このダンスが長崎から全国へと人気の広がりを見せ、学校の授業や職場のリクリエーションとして活用されていった。
ただこの時に踊られていた振り付けは現在のオクラホマミキサーとは異なり、男女が2列に向かい合って踊るアメリカの伝統的なスクウェアダンスの形式だった。
現在の振り付けはアメリカ合衆国のフォークダンスTexas Schottischeとの類似性があり、ウィンフィールド・ニブロ以降に導入されたアレンジによって変遷したものである。
使われる音楽は、日本においては「藁の中の七面鳥（"Turkey in the Straw"）」の楽曲に固定されているが、これは前記のVirginia Reelでアメリカ民謡のメドレーの形で使われる中の一曲である。振り付けと同様に日本での独自のアレンジが施されている。

## 「藁の中の七面鳥」の解説
アメリカ合衆国で1830年ごろからミンストレルショーの中で盛んに取り上げられるようになり、人気曲となった。作曲者は諸説あるが不詳。
同一のメロディーで歌われる"Zip Coon"ないし"Old Zip Coon"という歌が、やはり1830年ごろに書かれた歌として知られている。また、このメロディーは、「藁の中の七面鳥」として歌詞が施される以前から"Natchez Under the Hill（丘の下のナチェス族）"というヴァイオリン曲としても知られていたほか、現在では"Do Your Ears Hang Low?（君の耳は長く垂れてるかい？）"という子供の歌としても知られている。
日本の小学校や中学校では、運動会（体育祭）や林間学校などで行われるフォークダンスやBGM、椅子取りゲームなどのBGMとしてよく使われている。フォークダンスで使われたことによって日本でも広く知られることになったため、曲名自体がオクラホマミキサーだと誤解されていることが多い。歌詞は英語・日本語ともに存在する。

## この曲を使用した作品

### 映画
オクラホマミキサーが使用されている映画は数多くあるが、スピーディーな映画ではあまり使われず、遊牧民映画やコメディ映画などののんびりとした映画で使われることが多い。
- 蒸気船ウィリー - ミッキーマウスが動物を楽器代わりに使って音楽を演奏するシーンに使われた。
- ミッキーの大演奏会 - ドナルドダックがこの作品で笛で吹いた曲として使われた。

### 音楽
- チャールズ・アイヴズ作曲「交響曲第4番」第2楽章アレグレットに一部が導入されている。
- エマーソン・レイク・アンド・パーマーの曲「ホウダウン」で後半に一部のフレーズが登場する。アルバム「トリロジー」に収録。
- おおたか静流 - 自身が作詞し、「あんまりあなたがすきなので」というタイトルでカヴァー。
- さくら学院「ベリシュビッッ」
- なぎら健壱「アーパー・サーファー・ギャル」
- AI「みんながみんな英雄」 - メロディはこのままに、独自の歌詞をのせて歌っている。
- モーニング娘。'20「人間関係No way way」 - 間奏でこの曲のテンポを速くしたアレンジが使われている。なお振り付けは全く異なる。
- 二村定一「笑ひ薬」1928年発売
- 二次元キャラクタープロジェクトである「超人的シェアハウスストーリー『カリスマ』」が2024年4月24日にリリースしたアルバム『カリスマジャンボリー』に収録された楽曲「カリスマ・イン・ダ・ハウス」（歌：七人のカリスマ）は、本楽曲を基に作られた。
- SUSHIBOYS「OMG」

### ドラマ
- 電撃戦隊チェンジマン - 第42話「セーラー服のナナ」で、ゴーストギルーク（山本昌平）から救出されたリゲル星人ナナ（柴田時江。この時点では高校生）がラスト、ナナの通う女子校で行ったフォークダンスで剣飛竜（浜田治希）と踊った。
- ちびまる子ちゃん - 体育のフォークダンスのシーンで使用された。
- トリックseason1第6話 - 作中に登場する日本科学技術大学のキャンパス前で、学生が踊るシーンが使用された。
- 相棒season19第14話-「忘れもの」
- いつかまた逢える第2話-「それが恋の始まり」
- 未成年 第９話−「傷ついた戦士たち」で、デク（香取慎吾）がこの曲のテープを見つけ、萌香（桜井幸子）とヒロ（いしだ壱成）が踊っていた

### バラエティ
- シャボン玉ホリデー - ザ・ピーナッツら出演者が本曲に合わせフォークダンスを踊っているシーンから始まり、長調から短調への転調部分で突然曲が若山彰の「喜びも悲しみも幾歳月」に変わった途端、スタジオ内が暴風雨となって燈台守に扮した植木等が「喜びも - 」を歌いながら登場、お約束の「お呼びでないね、こりゃまた失礼いたしました!」のオチで締めるコントが放送されたことがある。植木は後年「喜びも - 」が主題歌に使われた同名映画（1957年）のリメイク作「新・喜びも悲しみも幾歳月」（1986年、オリジナルと同じ木下惠介監督作品）での演技が認められ、日本アカデミー賞の最優秀助演男優賞を受賞した。
- みごろ!たべごろ!笑いごろ! - 「未亡人応援歌〜春よふたたび〜」というタイトルで替え唄として使用。
- 千原ジュニアの座王 - 番組内で行われる椅子取りゲームのBGMとして使用。

### アニメ
- あずまんが大王 - 体育祭のフォークダンスのシーンで使用された。
- おそ松くん（2代目） - 10月8日放送の第30話・「忍者チビ太、ただいま参上!」で忍者の免許皆伝の決闘で六つ子の分身たちが忍術でオクラホマミキサーを踊った。
- とっても!ラッキーマン - 9月28日放送の第26話・「運動会マンでラッキー!」でラッキーマンこと変身前の主人公の追手内洋一の中学校の運動会のダンスの種目で踊っていた。
- To Heart - 体育祭のフォークダンスのシーンで使用された。（5話）
- 冴えない彼女の育てかた - 文化祭のフォークダンスBGMとして使われている。（2期4話）
- からかい上手の高木さん - 林間学校のフォークダンスのシーンで使用された。（2期7話）
- アニマニアックス - ワッコ・ワーナーが 50 州の州都すべてを歌の形で名付けた「ワッコのアメリカ」にこの曲を使用した。

### 漫画
- うる星やつら - 「オクラホマ・ミキさん」という登場人物あり。

### ゲーム
- PlayStation Portable（PSP）用ソフト「パロディウス ポータブル」に収録された「極上パロディウス 〜過去の栄光を求めて〜」の1面のBGMで使用されている（PSP版だけの差し替えである）。アップテンポな曲にアレンジされている。
- アーケードゲーム『マウサー』とその移植版MSX用ソフト『マウザー』のBGM。
- デザエモンシリーズ。隠しサンプルBGMとしてやや短縮された物が収録。

### ラジオ
- 伊集院光 深夜の馬鹿力（TBSラジオ） - ラジオ青春アニメ劇場・燃えろ！ヒカル…第11話「オクラホマミキサー部に燃えろ!」の回で使用。オクラホマミキサー部の活動が「オクラホマミキサーのリズムに乗って相手の急所を突く格闘技」だったため、のんびりとした曲調に合わせて同部主将の地獄瓦にヒカルがボコボコにされたり、逆にカオリが地獄瓦を叩きのめしたりと、ある意味シュールな展開がなされた。
- 井筒とマツコ 禁断のラジオ（文化放送） - 出演者のマツコ・デラックスや井筒和幸が、トークの最中に「禁断の一線を踏み越えた」発言をした際、自主規制音として用いられている。
- OBCグッドアフタヌーン!和田麻実子のみみよりだんご（ラジオ大阪） - 上記の番組と違って、オープニングテーマ曲として毎週放送。

### コマーシャル
- ロッテ「ホカロン」（1978年） - 世界初の使い捨てカイロとしての新発売当初からしばらくの間使用された。
- 資生堂（1978年頃） - 化粧品のCMで「水の都のベニスを回り、愛のローマ花のパリ。すいすい滑ってしっとりロンドン。つやつやお肌になりましょう」の歌詞の替え歌が使用された。
- 公共広告機構（現・ACジャパン） - 1984年〜1985年頃に放映した「他人の迷惑気にしていますか。」のBGMで使用。
- ハウス食品「ハッシュドビーフ」（1980年代後半ごろ） - 「あらこんなところに牛肉が」という歌詞がついていたが、これに対し放映当時は冷蔵庫の管理が出来ていない主婦として否定的な評価もあった。後にスーパーで特売の牛肉を見つける「あらお久しぶりね牛肉さん」というバージョンに変わり、最終的には「牛肉無い無い、玉ネギ無い」と変わった。
- アース製薬の入浴剤「バスロマン」
- 宝くじのスクラッチくじ
- 武田薬品工業「ベンザエース」　小泉今日子が、大きなパッケージを抱えて踊りながら替え歌を唄う。
- 東急ハンズ新宿店開業告知（1996年）
- チョーヤ梅酒「蜂蜜梅酒」
- リクルート「じゃらん」
- アビバ（2004年頃）
- JAバンク（2010年）-この楽曲の替え歌が使用されており、サザエさんの波平、フネが登場。
- ポッカサッポロ（2013年）「アロマックス」 - 東海地区限定極限の香りブラック
- JAバンク大阪 -「年金受け取り編」でこの楽曲の替え歌が使用されている。
- au（KDDI・沖縄セルラー電話）（2016年） - 「春のトビラ・みんながみんな英雄。」篇にてAIによる替え歌[1]。
- 味の素「グリナ」(2016年)
- 日本経済新聞 - 購読申込フリーダイヤル「0120-21-4946」（フリーダイヤル日経よく読む）。
- ユニ・チャーム「ムーニーマン エアフィット」ぽっこり篇（2018年）
- DHC「パーフェクトサプリ マルチビタミン&ミネラル」(2024年)
- かねふく「明太子スティック」(2024年)

### 出囃子
- 笑福亭仁智（第7代上方落語協会会長）

### 応援歌
- 堀池巧（元サッカー選手・Jリーグ清水エスパルス所属当時の個人応援歌）

### その他
- 広島県警の安佐南警察署がこの曲の替え歌を使って「詐欺防止のうた」を作曲とダンスを披露し、[2]園児がこの曲の替え歌を歌っている。尚、動画も配信されている。